# Scott Eastwood
Scott Eastwood, född som Scott Clinton Reeves den 21 mars 1986 i Monterey County i Kalifornien, är en amerikansk skådespelare och modell. Hans far är skådespelaren Clint Eastwood och hans mor är flygvärdinnan Jacelyn Reeves.
Scott Eastwood föddes i Monterey County i Kalifornien, men växte upp med sin mor på Hawaii.

## Filmografi, i urval
- 2008 – Gran Torino
- 2009 – Invictus – de oövervinneliga
- 2013 – Texas Chainsaw 3D
- 2013 – Chicago Fire (TV-serie)
- 2014 – Fury
- 2015 – The Longest Ride
- 2016 – Snowden
- 2016 – Suicide Squad
- 2017 – Fast & Furious 8
- 2017 – Overdrive
- 2021 – Wrath of Man
- 2021 – Dangerous
- 2023 – Fast X
- 2025 – Tin Soldier